# Sergej Paramonov (schermidore)
Sergej Vladimirovič Paramonov (in russo Сергей Владимирович Парамонов?; Beloreck, 16 settembre 1945) è un ex schermidore sovietico, vincitore di una medaglia di bronzo nella scherma ai giochi olimpici.